# Дісгук
Дісгук (нід. Dishoek) — селище в нідерландській провінції Зеландія. Входить до муніципалітету Вере.
Його площа становить 0,34 км², а населення станом на 2021 рік складало 150 осіб.